# Estadio Juan Nepomuceno López
Das Estadio Juan Nepomuceno López, häufig nur als Estadio Juan N López bezeichnet, ist ein Fußballstadion in La Piedad, Michoacán, Mexiko. Es wurde 1994 eröffnet und bietet 15.000 Zuschauern Platz. Es dient dem CF La Piedad als Heimspielstätte.

## Name
Mit dem Stadionnamen wird der frühere Eigentümer des Geländes, Don Juan Nepomuceno López, geehrt, der 1951 das im Stadtzentrum gelegene Grundstück bereitgestellt hatte, auf dem der Campo Cavadas errichtet wurde, der dem im selben Jahr gegründeten CF La Piedad mehr als 40 Jahre als Heimspielstätte diente. Cavadas (gemäß anderer Schreibweise auch Cabadas) bezeichnet einen Teil des Namens der Stadt, die offiziell die Bezeichnung La Piedad de Cavadas trägt.

## Geschichte
Das Estadio Juan N López wurde am 28. August 1994 mit einem Freundschaftsspiel des CF La Piedad gegen den CF Monterrey (0:3) eingeweiht. Das erste offizielle Spiel wurde am 11. September 1994 in einer Begegnung der zweiten Liga gegen den CD Coras de Tepic ausgetragen.